# 1900 no cinema

## Eventos
28 de novembro - Fundação do Cinematógrafo Paris em São Paulo.

## Nascimentos

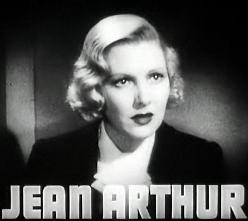
Jean Arthur.

| Data            | Nome               | Profissão                             | Nacionalidade                 | Observações | Ref |
| --------------- | ------------------ | ------------------------------------- | ----------------------------- | ----------- | --- |
| 27 de janeiro   | Tom Bill           | ator, cantor, dramaturgo e radialista | Itália (1900 - 1945) · Brasil | m. ?        |     |
| 4 de fevereiro  | Jacques Prévert    | poeta, músico e roteirista            | França                        | m. 1977     |     |
| 8 de fevereiro  | Hortense Luz       | actriz                                | Portugal                      | m. 1984     |     |
| 22 de fevereiro | Luis Buñuel        | realizador de cinema                  | Espanha / México              | m. 1983     |     |
| 19 de Abril     | Iracema de Alencar | atriz                                 | Brasil                        | m. 1978     |     |
| 26 de Abril     | Douglas Sirk       | cineasta                              | Alemanha                      | m. 1987     |     |
| 27 de abril     | Walter Lantz       | produtor de desenhos animados         | Estados Unidos                | m.1994      |     |
| 26 de Maio      | Lesley Selander    | cineasta                              | Estados Unidos                | m. 1979     |     |
| 1 de Setembro   | Richard Arlen      | ator                                  | Estados Unidos                | m. 1976     |     |
| 15 de Outubro   | Mervyn LeRoy       | cineasta                              | Estados Unidos                | m. 1987     |     |
| 17 de Outubro   | Jean Arthur        | atriz                                 | Estados Unidos                | m. 1991     |     |
| 26 de Outubro   | Mark Sandrich      | cineasta                              | Estados Unidos                | m. 1945     |     |
| 6 de Dezembro   | Agnes Moorehead    | atriz                                 | Estados Unidos                | m. 1974     |     |
| 17 de Dezembro  | Katina Paxinou     | atriz                                 | Grécia                        | m. 1973     |     |

## Mortes
| Data | Nome | Profissão | Nacionalidade | Observações | Ref |
| ---- | ---- | --------- | ------------- | ----------- | --- |